# 第二世界

1950年代から1980年代にかけて「第二世界」と呼ばれた国々

第二世界（だいにせかい、英: Second World）とは、冷戦期の3つの世界モデルにおいて、ソビエト連邦の勢力圏内にあった社会主義国や衛星国を指す語である。

## 概要
「第一世界」、「第三世界」といった語とともに、冷戦期の世界を三つに区分するために使われた。冷戦後、第一世界や第三世界といった概念は、「先進国」や「発展途上国」といった言葉に言いかえられつつ使われ続けているが、第二世界という語や概念は使われなくなった。
この3つの語は、同時に登場したわけではない。第二次世界大戦後、北大西洋条約機構（NATO）加盟国とワルシャワ条約機構加盟国はそれぞれ西側諸国、東側諸国と呼ばれるようになったが、この2つの「世界」には序数はなく、またどちら側にも分類できない多数の国々の存在が指摘されるようになった。1952年、フランスの人口統計学者アルフレッド・ソーヴィー（en:Alfred Sauvy）はこれらの国々を「第三世界」と命名し、それにより、元々の2つのグループはそれぞれ「第一世界」「第二世界」とされた（ハンナ・アーレント曰く、「第三世界はリアリティではなくイデオロギーである」）。

## 定義
「第二世界」とはソビエトの影響圏内の国々、たとえばワルシャワ条約機構加盟国や、それ以外でもキューバ・北ベトナムのようなソビエトの同盟国を指して使われた。東ヨーロッパの多くの国はモスクワの意向を受けた政権により運営されていた。中ソ対立後にソビエトから離れた国家、たとえばアルバニアは第二世界に含むことも含めないこともある。
中ソ対立以後の中華人民共和国は自らを第三世界の国だと位置づけた。毛沢東は1974年以降、「3つの世界論」の中で、第一世界を米ソ超大国、第二世界をその同盟国、第三世界を非同盟諸国とする独自の分類を打ち出している。またモスクワからも北京からも距離をとった北朝鮮も第二世界ではなく第三世界に含める時もある。
また第一世界・第二世界・第三世界の狭間にあった国もあった。たとえばスイス、スウェーデン、アイルランドなどは生活水準の高い資本主義国であったが中立国であった。フィンランドはソ連の影響下にあったが、社会主義国でもなくワルシャワ条約機構加盟国でもない。オーストリアはアメリカ合衆国の影響下にあったが、1955年に共和国として完全に独立した時以来、中立の状態を保ち続けていた。ユーゴスラビアは社会主義国だったがソ連からは距離を置き、非同盟運動を立ち上げた。
別の定義では、第一世界は発展した市場経済国家を、第二世界は発展した計画経済国家を、第三世界はどちらの経済モデルを選んだにしろ発展途上の国と地域を指すとしたものもある。この定義も、ソビエト連邦の崩壊と計画経済の終焉とともに使われなくなった。
また不正確な使い方ではあるが、中程度に発展した国（新興工業経済地域）を指して第二世界という使い方もある。これは第一世界を先進国、第三世界を発展途上国と単純にとらえた見方に由来する。この見方から、第二世界はその中間という解釈が生まれた。これを補強するように、かつて第三世界に属した発展途上国の中でも特に経済の貧しい後発開発途上国を、第三世界と区別する意味で「第四世界」と呼ぶ用法が登場している。